# Peyrat-de-Bellac
Peyrat-de-Bellac (tiếng Occitan: Pairac (de Belac)) là một xã của tỉnh Haute-Vienne, thuộc vùng Nouvelle-Aquitaine, miền trung nước Pháp.